# Элленц-Польтерсдорф
Элленц-Польтерсдорф (нем. Ellenz-Poltersdorf) — община в Германии, в земле Рейнланд-Пфальц. 
Входит в состав района Кохем-Целль. Подчиняется управлению Кохем-Ланд.  Население составляет 838 человек (на 31 декабря 2010 года). Занимает площадь 7,40 км².